# Ланьезеш
Ланьезеш (порт. Lanheses)  —  район (фрегезия) в Португалии,  входит в округ Виана-ду-Каштелу. Является составной частью муниципалитета  Виана-ду-Каштелу. По старому административному делению входил в провинцию Минью. Входит в экономико-статистический  субрегион Минью-Лима, который входит в Северный регион. Население составляет 1740 человек на 2001 год. Занимает площадь 10,04 км².
Покровителем района считается Святая Евлалия (порт. Santa Eulália). 